# Endozom

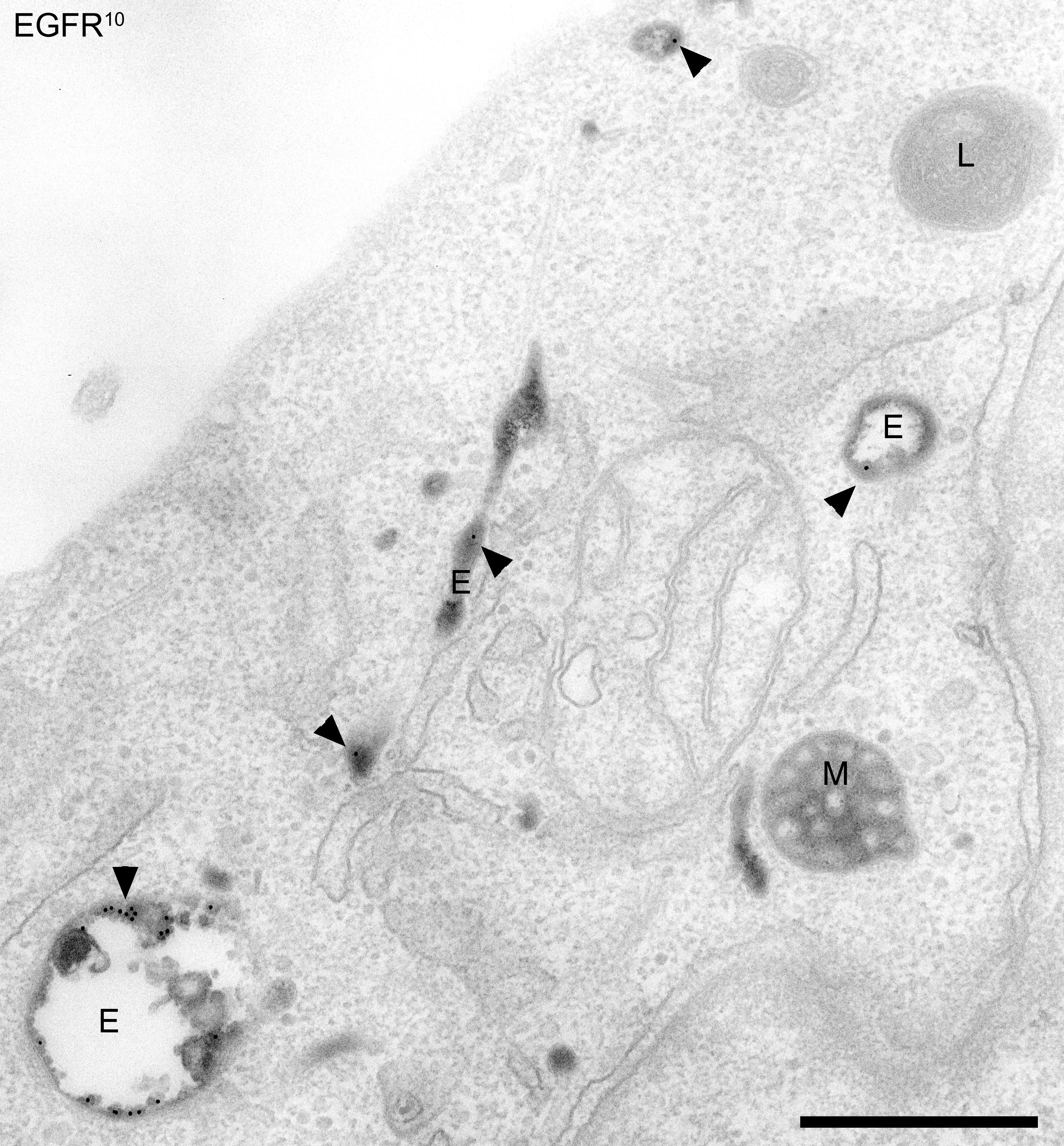
Micrografie electronică a endozomilor în celulele HeLa umane. Endosomi timpurii sunt notați cu E

Endozomii sunt organite celulare de sortare intracelulară aflate în celulele eucariote. Ele fac parte din calea endocitară de transport membranar care provine din aparatul Golgi. Moleculele sau liganzii internalizați din membrana plasmatică pot urma această cale până la lizozomi, pentru degradare, sau pot fi reciclați înapoi la membrana celulară în ciclul endocitar. Moleculele sunt, de asemenea, transportate la endozomi din aparatul Golgi și fie continuă spre lizozomi, fie se reîntorc la aparatul Golgi.
Endozomii pot fi clasificați ca timpurii, de sortare sau tardivi, în funcție de stadiul lor post-internalizare. Endozomii reprezintă un compartiment major de sortare al sistemului endomembranar celular.